# Godzsira tai Hedora
Godzsira tai Hedora (japánul: ゴジラ対ヘドラ, magyar fordításban Godzilla Hedorah ellen) 1971-ben megjelent japán tudományos-fantasztikus kaidzsú film. A filmet Banno Josimicu rendezte, producere Tanaka Tomojuki volt, a speciális effektusokat Nakano Terujosi felügyelte. Zenéjét szerezte Manabe Riicsiró.
A film a Tóhó stúdió Godzilla sorozatának 11. tagja, Banno rendező első filmje. Fő témája a környezetszennyezés, de emellett nevezetességei egyenetlen hangulata, felkavaró képsorai és abszurd jelenetei, például Godzilla repülése. Készítőinek alacsony költségvetéssel, a szokottnál szorosabb határidővel és egyetlen forgató csapattal kellett dolgozniuk, és a producer a forgatás közben kórházban tartózkodott, ezért a stúdió veterán rendezője, Honda Isiró segített ellenőrizni a munkát.
Az 1971. július 24-én megjelent film az előző évben elhunyt Cuburaja Eidzsi effektmesternek állít emléket. Nemzetközileg Godzilla vs. Hedorah címmel került forgalomba, 1972-es amerikai kiadása a Godzilla vs. the Smog Monster címet viselte.
2021-ben, az immár ötvenéves filmet egy speciális, online vetített rövidfilmmel ünnepelték.

## Cselekmény
Egy Hedorah nevű, mikroszkopikus földönkívüli lény környezetszennyező anyagok fogyasztásával savat kibocsátó tengeri szörnnyé fejlődik, és japán olajszállítóhajókra támad. A lény létezésére fény derül, amikor megsebesíti Dr. Jano Toru kutatót és kisfiát, Kent. Ken nagyon kedveli Godzillát, és látomásai vannak az óriáshüllőről, előre látja, hogy felveszi a harcot a szennyezés ellen.
Hedorah óriási, kétéltűszerű alakban a szárazon is feltűnik, ahol gyárkéményekből táplálkozik. Ez felkelti Godzilla figyelmét is, aki harcba száll vele, és sikeresen visszavonulásra készteti. Csatájuk közben a Hedorah-ról levált darabok azonban emberáldozatokat szednek. A szörny továbbfejlődik, új képességeket nyer, és egy repülő csészealjra emlékeztető formában jelenik meg újra. Röptében mérgező füstöt terjeszt, amivel ismét rengeteg ember halálát okozza, épületeket dönt romba, és még Godzillán is felülkerekedik.
A média emberáldozatok ezreiről tudósít, a hatóságok pedig tehetetlenek, a szennyszörnyet folyamatosan alábecsülik, és legyőzésére tett minden kísérletük kudarc. Fiatalok egy csoportja, köztük Ken, nővére, Miki és annak barátja, Jukio bulit szervez a Fudzsi hegyen, hogy tüntessenek a szennyezés ellen és utoljára kiszórakozzák magukat. Eközben otthonában Dr. Jano és felesége felfedezi, hogy Hedorah egyedüli gyengéje a kiszáradás. A Japán Önvédelmi Haderő két óriási elektródát állít fel a Fudzsi közelében, abban bízva, hogy az általuk generált elektromos kisülések elperzselik a közéjük csalogatott Hedorah-t. A két óriásszörny heves harca közben viszont megszűnik a szerkezet energiaellátása, és Hedorah a bulizók nagy részével, így Jukióval is végez.
Energiasugarának segítségével Godzilla végül aktiválja az elektródákat, és látszólag végez Hedorah-val, ám az kettéosztja magát, és tovarepül. Godzilla az atomleheletét használva utánaszáll, majd visszavonszolja ellenfelét, darabokra tépi, és ezúttal gondoskodik róla, hogy teljesen elporladjon.
Ken éljenzi a súlyos sebek borította Godzillát, aki a túlélők felé fordul, és rosszalló tekintetet vet rájuk, amiért a környezetszennyezés révén életet adtak Hedorah-nak. Visszavonszolja magát a tengerbe, ahol már mutatkoznak a jelei, hogy egy újabb Hedorah lehet kialakulóban.

## Fontosabb szereplők
| Szerep            | Színész            |
| ----------------- | ------------------ |
| Dr. Jano Toro     | Jamaucsi Akira     |
| Jano Ken          | Kavasze Hirojuki   |
| Jano Tosie        | Kimura Tosie       |
| Fudzsinojima Miki | Mari Keiko         |
| Keucsi Jukio      | Siba Tosio         |
| Godzilla          | Nakadzsima Haruo   |
| Hedorah           | Szacuma Kenpacsiró |

## Háttér
Az 1970-es évek Japán filmpiaca számára nehézségeket hoztak, ami főleg a televíziónéző kultúra kialakulásával hosszható összefüggésbe. Az 1960-as években megszokott moziközönség mérete a negyedére csökkent, a stúdiók fele bezárt, és több műfaj, például a jakuza-filmek vagy az ifjúsági filmek megszűntek. A Godzilla volt az egyedüli filmsorozat, ami még az évtized első felében is tartotta magát, de a filmek sokkal kevesebb pénzből, kevésbé motivált és több esetben kevésbé hozzáértő emberek által készültek. A Tanaka Tomojuki által nagyra tartott, Kuroszava Akira rendezőasszisztenseként edződött Banno Josimicut az előzetesek úgy harangozták be, mint aki újragondolja majd Godzillát egy új nemzedék számára. Az új film speciális effektusait Nakano Terujosi készítette, miután a korábbi rendező, Cuburaja Eidzsi elhunyt, utóda, Arikava Szadamasza pedig kilépett.
A filmhez kitalált új szörny, Hedorah neve a japán „hedoro” (へどろ, jelentése iszap, szutyok, nyálka) szóból származik. Az évtized Godzilla filmjeire jellemző módon földönkívüli eredetű, absztrakt küllemével nem hasonlít valódi élőlényre – ezáltal nemcsak a gyerekek figyelmét keltette fel könnyebben, hanem a jelmez tervezőinek sem kellett az élethűségre ügyelniük. A szörny szemei szándékosan női nemi szervekre hasonlítanak, hogy még ijesztőbb legyen.
A Godzilla vs. Hedorah 35 nap alatt készült, feleakkora stábbal és büdzsével, mint a széria legtöbb korábbi tagja, és a gyors produkció érdekében egyetlen forgatócsoport felelt az emberek és a szörnyek jeleneteinek felvételéről. A forgatókönyvet eredetileg Kimura Takesi írta Mabucsi Kaoru álnéven. Bannónak nem tetszett a munkája és hogy nem vállalta fel a nevét, ezért a végső szövegkönyvet saját kezűleg dolgozta át. A rendező több forrásból merített ihletet kifejezendő üzenetéhez. Nagy hatással volt rá Rachel Louise Carson Silent Spring című könyve, valamint egy Jokkaicsi-közeli strandra tett látogatása, mely bűzlött a szennytől és vize habzott a vegyszerektől. Aktuális társadalmi témákat akart a filmjébe vinni, hogy Honda Isiró 1954-es Godzilláját, ne pedig az azóta készült folytatásokat idézze, és visszacsalogassa a felnőtt közönséget.
Nakano Terujosi másképp emlékezett vissza a rendező hozzáállására. Szerinte Banno a gyerekeknek akart kedvezni, ezért forgatta le azt a komikus jelenetet, melyben Godzilla leheletét használva repül. Nakano ellenezte az ötletet, de úgy vélte, szükség van egy lazább jelenetre az amúgy sötét és nyomasztó hangulatú történetben. Az eredeti óta ez volt ugyanis az első film, mely hangsúlyt fektetett a szörnyek által okozott életveszteségére, ezáltal az üzenete komolyságára. Nakano szerint túlzásba estek a felkavaró hangnemmel, ám garantálni akarták, hogy a környezetszennyezés elleni mondandó világos legyen. Banno egyeztetett a forgatás közben betegeskedő Tanaka producer ügynökével, aki jóváhagyta a kérdéses jelenetet, de ha mégsem tetszett volna neki, ügyeltek arra, hogy könnyen ki lehessen szerkeszteni.
Az alacsony költségvetés miatt kevésbé ismert színészeket használtak. A korábbi filmzenéket szerző Ifukube Akira és Szaru Maszato helyett Manabe Riicsirót szerződtették, aki egyedi hangzásvilágot adott a filmnek. A pszichedelikus főcímdalt a Mikit alakító Mari Keiko énekelte.
Godzilla szerepét megszokott színésze, Nakadzsima Haruo játszotta. Az 1968-as Destroy All Monsters című filmhez készült jelmezt hasznosították újra kis módosításokkal. Hedorah másfél mázsás jelmezébe Nakajama Kengo, ismertebb nevén Szacuma Kenpacsiró bújt, akit állóképessége és ereje miatt vettek fel. Szacuma csalódásként élte meg a felkérést, mivel arca rejtve maradt és nem kedvelte a szörnyfilmeket, de munkáltatója javaslatára és a magas fizetség miatt elvállalta. Harcjeleneteiket Nakadzsimával közösen koreografálták, forgatás közben a jelmezek belsejéből kiáltották egymásnak az utasításokat. Egy filmezés után adott interjúja alatt Szacumának vakbélgyulladásos tünetei lettek, és megműtötték – mint kiderült, semmilyen fájdalomcsillapító nem hatott rá, ezért érezte a beavatkozást. Az eset ellenére a színész visszatért a következő, Godzilla vs. Gigan című filmre Gigan szerepébe, amit Nakano Terujosi feléje tanúsított kedvességével indokolt. Később, 1984-től '95-ig Szacuma tovább játszott a stúdiónál Godzilla szerepében.
A korábbi filmek zömével ellentétben Godzilla nem külső befolyásra, hanem saját szándékból veszi fel a harcot az idegen ellenféllel, hogy megvédje a Földet. Ez a hősiesebb jelleme több későbbi műben is megjelent, főleg a 70-es évekbeli részekben.

## Kiadás
A filmet Japánban a Toho Champion Festival gyermekrendezvényen mutatták be. Összesen körülbelül 1,7 millió jegy kelt el, ami alacsony volt az 1960-as évek fénykorához képest, de a 70-es évekbeli Godzilla filmek közt jó teljesítménynek számít. 90 000 000 jenes költségvetés mellé 300 000 000 jen bevételt hozott, amivel az év ötödik legsikeresebb japán filmje lett.
Az Egyesült Államokba 1972 júliusában jutott el, ahol a széria több korábbi filmjét forgalmazó American International Pictures adta ki vágatlanul, Godzilla vs. the Smog Monster címmel.
A filmhez két angol változat készült. Az AIP kiadásához a szinkront a Titan Productions készítette, és a főcímdalt is lefordították, ami a Godzilla filmek közt egyedülálló volt. A dal angol változatát Adryan Russ énekesnővel vették fel. A film eredetileg kérdőjellel zárul, mialatt a környezetszennyezésről szóló dal hallatszik. Az AIP változatának befejezése nem a szennyezés, hanem konkrétan Hedorah visszatértére utal, de nem tesz kérdőjelet a vége-felirat után. A különbség a két kultúra közti eltérést mutatja: a japán közönség számára a film buzdító üzenetet hordozott egy megoldatlan kérdésről, míg az amerikai verzió inkább szórakoztat, és az egyik szörny világos győzelmet arat a másik fölött. Ez a szinkron később köztulajdonba került.
A másik, máig forgalomban lévő angol változat a Toho saját, Hongkongban felvett nemzetközi szinkronja. Ez a Godzilla vs. Hedorah címet viseli, és a főcímdal japánul hangzik el benne.

### Fogadtatás
Mivel a Godzilla vs. Hedorah az első japán szörnyfilmek egyike volt, mely Amerikában széles körű tévés vetítést kapott, a franchise egyik legismertebb és legtöbbet elemzett részének számít. Szélsőséges reakciókat váltott ki kritikusokból és rajongókból egyaránt. A Rotten Tomatoes oldalán tizenegyből hét kritika ír róla pozitívan, tízből 5,3-as összesített értékeléssel. A nézők fele értékelte pozitívan, ötből 3,2-es átlaggal. Az Internet Movie Database-en hat csillagot ért el a tízből. Banno saját bevallása szerint egy átlagos filmet akart készíteni egyedi megközelítéssel, de sokan „pop-art szürrealista” filmként értelmezték.
Steve Ryfle a Godzilla sorozatot elemző könyvében ötből két csillaggal értékelte, és a franchise legbizarrabb filmjének nyilvánította. Kritizálta hangnemét és a témakezelését, szerinte a szennyezés által okozott kárt finomság nélkül mutatja be, de az üzenete gyerekesen leegyszerűsített és komolyan vehetetlen. A filmet a nosztalgikus camp kategóriájába sorolta. Megjegyezte, hogy idétlenebb elemeitől, például a szörnyek emberszerű viselkedésétől eltekintve a film hátborzongató lehetne.
David Kalat filmtörténész szerint nem lehet szavakkal leírni azt az élményt, amit a film megtekintése nyújt. Szerinte a film szimbolikája erőltetett, témakezelése nehezen értelmezhető, és összességében „dezorientáló avantgárd” stílusa van. Kalat értelmezésében a filmnek többrétű mondanivalója van a környezettudatosságon túl. A bulizó fiatalok hiábavaló zenés rendezvényét és halálukat (melyet a többi szereplő nem is nyugtáz) a 60-as, 70-es évekbeli hippi ellenkultúra kritikájának tartja, de rámutat, hogy a környezetvédelmet pont az efféle fiatalok támogatnák, tehát a film a saját közönségét gúnyolja. A hatóságok ugyanilyen haszontalannak vannak beállítva, akárcsak a tudósok, és egyedül az önállóan tevékenykedő Dr. Jano találmánya és Godzilla összefogása nyújt megoldást. Mivel Godzilla is az emberiség technológiájának szörnyűségét jelképezi, Hedorah fölötti győzelme nem mutat világos értékítéletet, és a film nem oldja meg a környezetszennyezés problémáját. Kalat szerint a mű azért olyan kétes megítélésű, mert nem felel meg a szériától megszokott elvárásoknak. Manabe Riicsiró zenéjét mind Ryfle, mind Kalat irritálónak találja.
Egyéb írók más véleménnyel voltak Godzilla szerepköréről. Sean Alexander Rhoads szerint a természetet szimbolizálja a szennyezés elleni harcával. Jason Barr más érveket hoz fel: mivel a filmszéria ezen korszakában Godzilla Japánt és népét jelképezte, szerinte a két szörny harca és Godzilla alulmaradása a japán lakosság valós élethelyzetét tükrözi. A film a szennyezés különböző forrásaira is felhívja a figyelmet, például hogy Hedorah gyárkémények elszívásából áttér a polgári autók elnyelésére, vagyis a szolgáltatókon túl a fogyasztók is a szörny erejét növelik. Barr szerint világos üzenet, hogy a megoldáshoz a tudósok (Dr. Jano) és a nép (Godzilla) összefogása szükséges.
Kiadásakor a japán kritikusok zöme lehúzta vagy elhanyagolta a művet, csak a Jomiuri Sinbun írt róla pozitívan. Nyugaton Roger Ebert amerikai filmkritikus a kedvenc Godzilla filmjének nevezte a Godzilla 1985-ről írt kritikájában. David McGillivray (Monthly Film Bulletin) szerint Godzilla komikus figura lett, és fárasztónak találta a szörnyek folyamatos rombolását, de elismerésreméltónak találta, hogy a stúdió a filmmel a közjó mellett szólalt fel. A Boxoffice magazin egyik kritikai összefoglalójában „jó” értékelést adott a filmre. Az amerikai változata bekerült a The Fifty Worst Films of All Time („Minden idők ötven legrosszabb filmje”) című 1978-as könyvbe.
A filmhez kötődő nevezetes eset Tanaka Tomojuki producer reakciója. Széles körben elterjedt a történet, miszerint annyira megdöbbent a kész műtől, hogy eltiltotta Bannót a Godzilla szériától, s Nakano elmondása alapján Tanaka azt is felrótta neki, hogy tönkretette Godzillát. Banno szerint ez túlzás, de maga is úgy emlékszik, hogy a kórházból kikerült producer rossz véleménnyel volt a filmről, nem fogadta jól a Godzilla karakterét ért változásokat és a pszichedelikus hangulatot.
A műfaj kedvelői közt a film szintén vegyes megítélésű, de ma már pozitívabban állnak hozzá. A G-Fan magazin 1996 november-decemberi számának olvasói felmérésén még tízből 5,81-es pontátlagot kapott, 2014-ben már 7-et. Matt Frank grafikus, aki számos Godzilla képregényt rajzolt, fontosnak tartja, hogy a néző figyelembe vegye Banno Josimicu dokumentumfilmes múltját, ami sok mindent megmagyaráz a film felépítéséről és szerkesztéséről.
Hedorah kultuszkarakternek számít, megjelent például Frank Zappa Sleep Dirt című zenealbumának borítóján, és későbbi filmkészítőket is megihletett. A 2004-es Godzilla: Final Wars rendezője, Kitamura Rjuhei a kedvenc szörnyének nevezte, amit Banno örömmel hallott, bár Rjuhei filmjét elmarasztalta. Adryan Russ énekesnő eleinte szégyellte, hogy kapcsolatban állt a filmmel, de mikor megtudta, hogy kultuszfilm, már örömmel felvállalta.
Az Egyesült Államok-béli Alamo Drafthouse Cinema mozivállalat bejelentette, hogy a Godzilla franchise 67. évfordulója alkalmából november 5. és 11. között számos klasszikus Godzilla film felújított változatát vetíteni fogja országszerte, köztük a Godzilla vs. Hedorah-t is.

## El nem készült folytatás
A film befejezése egy lehetséges folytatásra utal, és Banno már hozzálátott a leendő szövegkönyv kidolgozásához, mikor Tanaka eltávolította a projektből. A sorozat következő tagja, az 1972-es Godzilla vs. Gigan már egy független történetről szól. Több szóbeszéd terjedt el a megszakított folytatásról, a legismertebb szerint Godzilla Afrikában küzdött volna meg egy új Hedorah-val, ám Banno szerint Afrika egy másik film kapcsán merült fel. A rendező évekkel később is kapcsolatban maradt a franchise-zal, de filmötletei nem valósultak meg, mert túl magas költségvetést igényeltek volna.
2004 után a Tóhó szüneteltette a Godzilla sorozatot, de ekkorra az Advanced Audiovisual Productions cég élén álló Banno már biztosította a jogokat, hogy 3D-s IMAX filmként valósítsa meg több évtizedes elképzelését. A szerződés hasonló feltételeket szabott meg, mint a Tóhó és a TriStar közti 1992-es egyezség; a Tóhó egy másik stúdióra hagyja a produkciót, de felügyeli a film kidolgozását és profitál a kiadásából. Banno vissza akart térni eredeti filmje motívumaihoz, Godzilla hősi ábrázolásához és repülőképességéhez. Hedorah-t „Deathla”-ként képzelte volna újra, egy az eredetinél halálosabb szörnyként.
A projekt 2003-ban megírt első vázlata a Godzilla vs. Hedorah lerövidített, 36 perces újragondolása volt, de Japán helyett a teljes világ szolgált volna a helyszíneként.
2005-ben a terv a „Godzilla 3D To The Max” címet kapta, hosszát 40 percben, büdzséjét 9 millió amerikai dollárban állapították meg, kiadását 2006-ra tolták. A szörnydizájnokért Syd Mead felelt volna, és a Tóhó ragaszkodott a jelmezek használatához.
2007-re a cím „Godzilla 3-D”-re változott, és az amerikai Kernel Productions cég gondoskodott volna a látványelemekről.
2009-ben Banno felvette a kapcsolatot a Legendary Pictures stúdióval, akik kétórás Godzilla filmet terveztek. A rendező, akinek csak maximum egyórás film gyártására volt engedélye, lemondott jogairól, hogy a Tóhó új szerződést köthessen az amerikai gyártóval, Thomas Tull vezérigazgatóval és Gareth Edwards rendezővel. Banno executive producerként működött tovább. Ebből a megállapodásból született a 2014-es amerikai készítésű Godzilla, amely megőrzött valamit abból a Godzilla és a természet közti kapcsolatból, melyet Banno szorgalmazott.
Banno a későbbiekben sem mondott le ötleteiről, és egy új film terveit nyújtotta be, melyben Hedorah nem Godzillával, hanem egy Midora nevű új szörnnyel küzd, aki az erdők védelmezője. Az alkotás nem készült el, és Josimicu Banno 2017. május 7-én, 86 évesen elhunyt.

## Rövidfilm
2021. november 3-án, az eredeti Godzilla kiadását ünneplő, évente megrendezett „Godzilla Day” rendezvényen a Tóhó Stúdió kiadott egy ötperces rövidfilmet, mellyel a Godzilla vs. Hedorah ötvenedik éve előtt tisztelegtek. A YouTube-on közzétett, szintén Godzilla vs. Hedorah címet viselő kisfilmet Nakagava Kazuhiro rendező forgatta három nap alatt, és a 2004-es Godzilla: Final Wars idejéből megmaradt szörnyjelmezek szerepelnek benne.

## Fordítás
- Ez a szócikk részben vagy egészben  a   Godzilla vs. Hedorah című angol Wikipédia-szócikk ezen változatának fordításán alapul.  Az eredeti cikk szerkesztőit annak laptörténete sorolja fel. Ez a jelzés csupán a megfogalmazás eredetét és a szerzői jogokat jelzi, nem szolgál a cikkben szereplő információk forrásmegjelöléseként.